# Staten Island Ferry

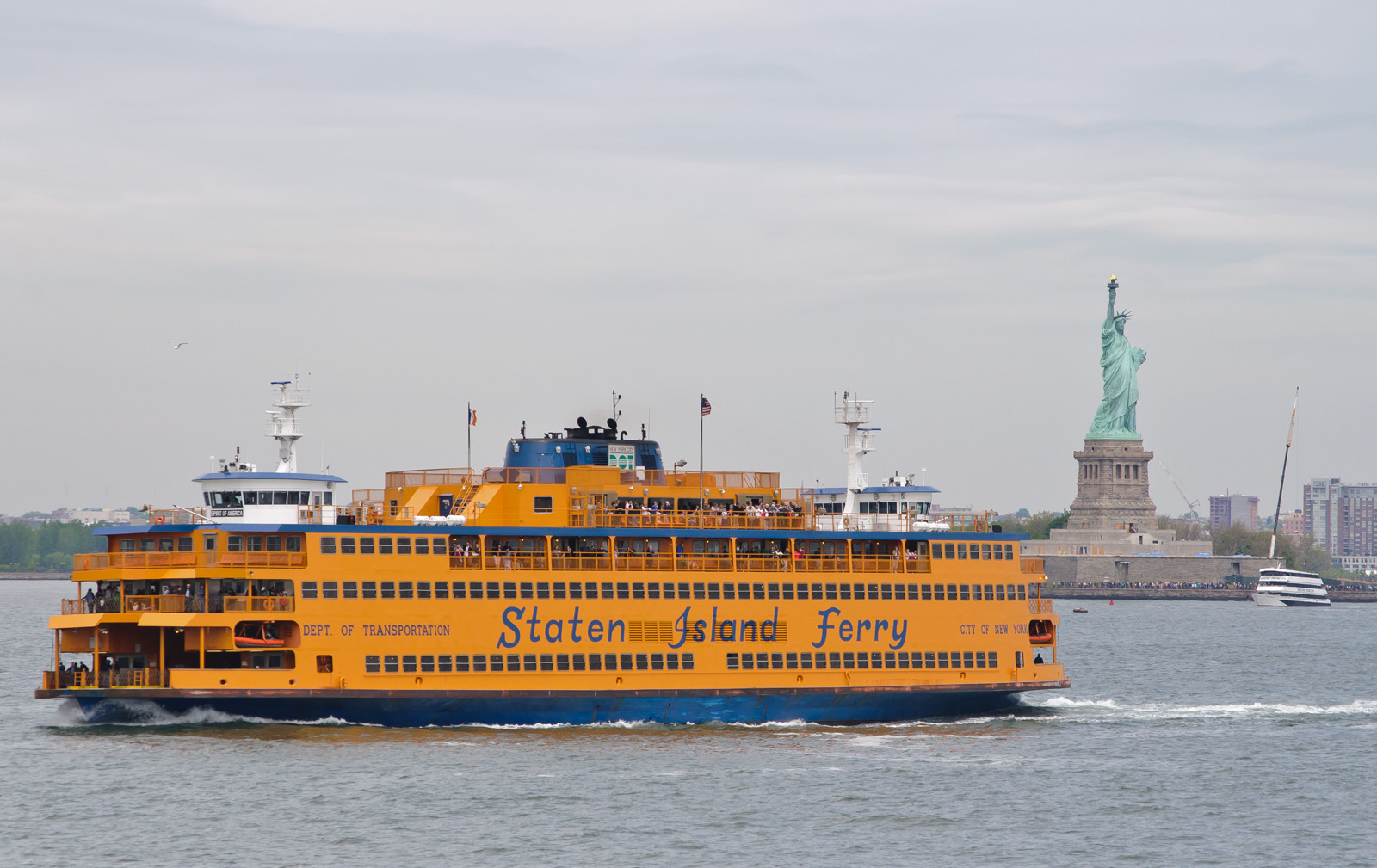
Spirit of America der Staten Island Ferry, 2012

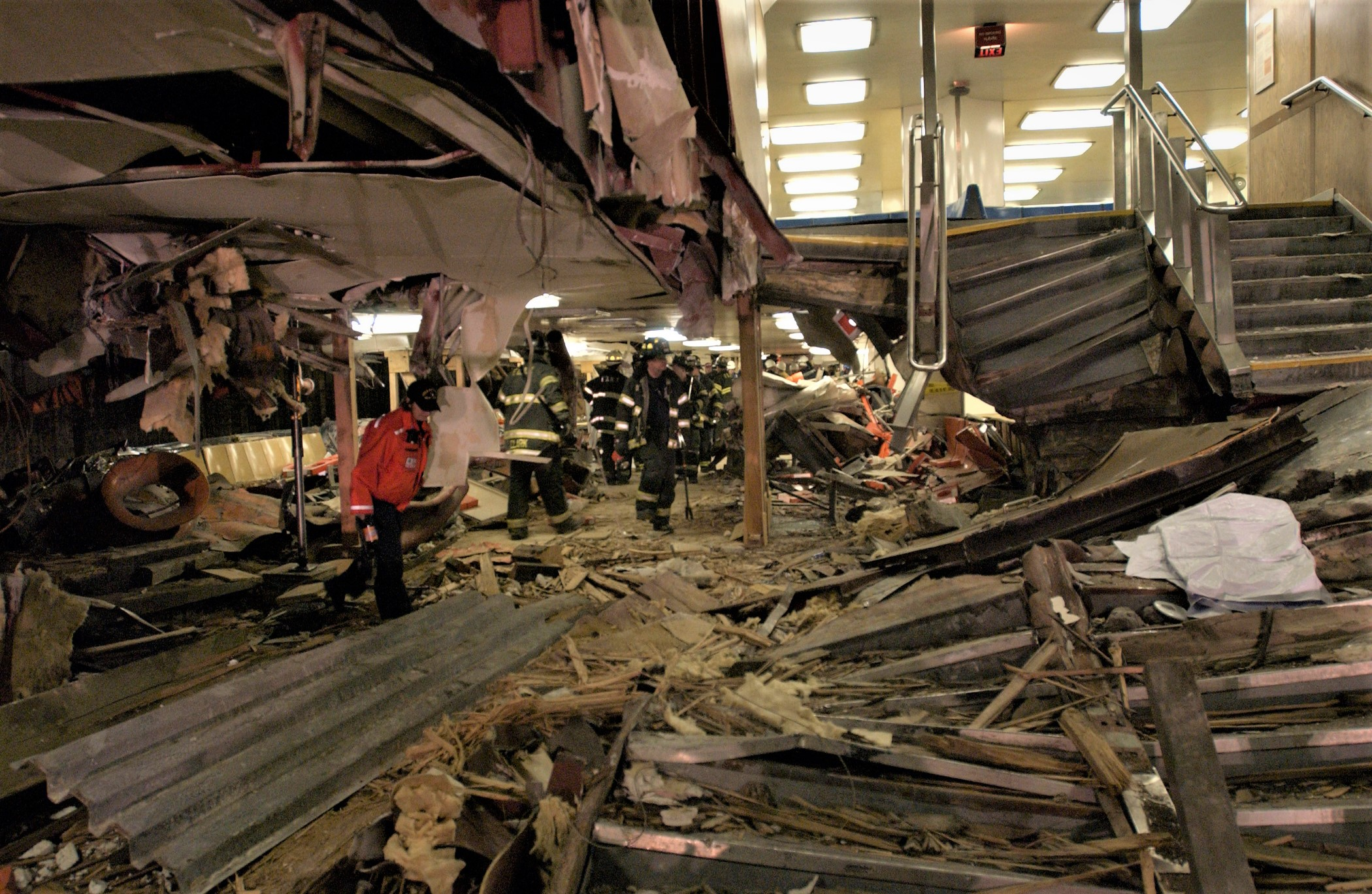
Schäden an der Fähre Andrew J. Barberi nach der Havarie am 15. Oktober 2003

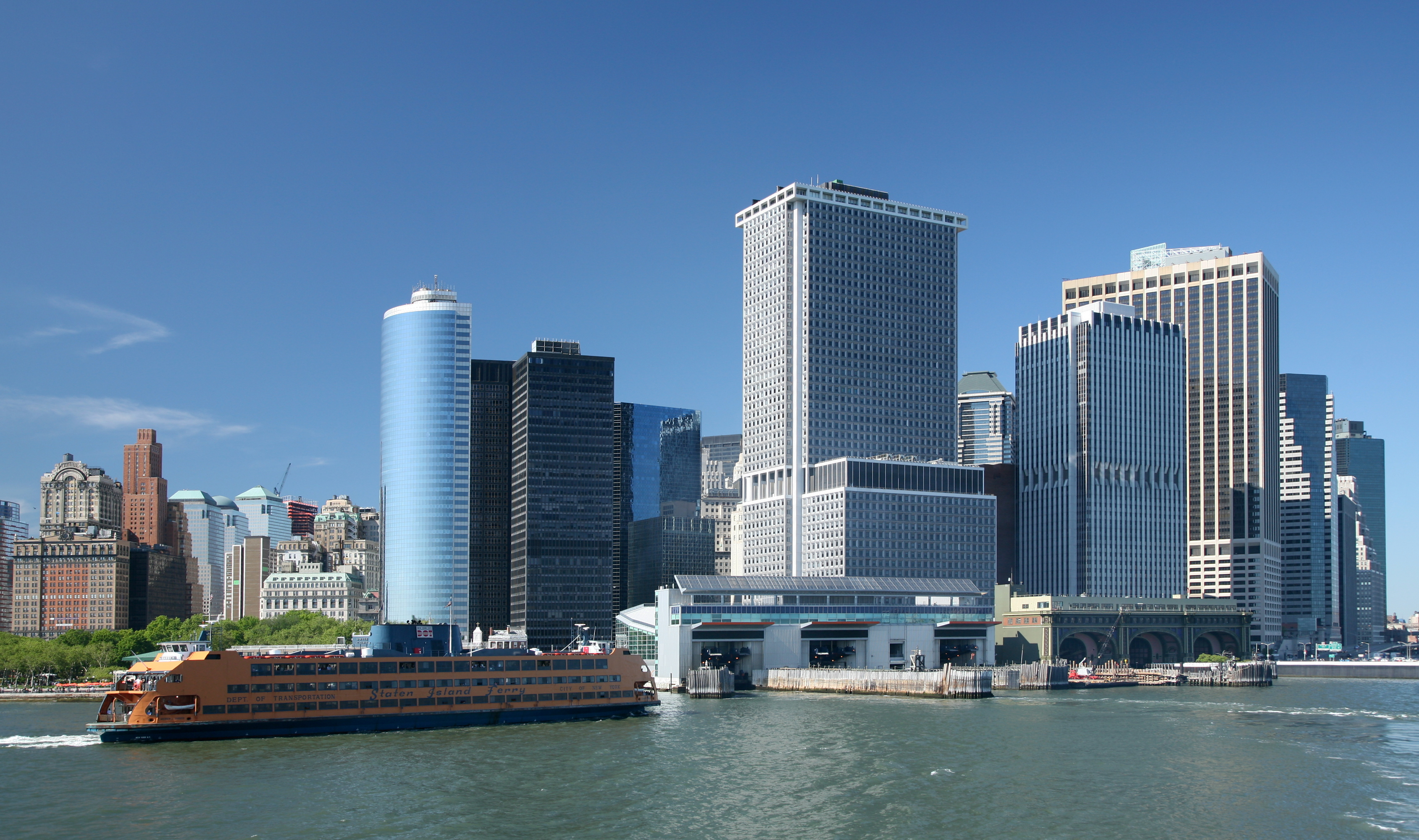
Andrew J. Barberi der Staten Island Ferry vor dem Whitehall Terminal

Die Staten Island Ferry ist eine Fährverbindung, die im Hafen von New York City zwischen Manhattan und Staten Island durch das Department of Transportation betrieben wird. Die Fähranleger befinden sich im Whitehall Terminal an der Whitehall Street im District South Ferry an der Südspitze von Manhattan und im St. George Terminal, wo der Anschluss an die Staten Island Railway besteht. Es werden neun Doppelendfähren eingesetzt.

## Geschichte
Die erste reguläre Fährverbindung auf dieser Strecke wurde im Jahr 1817 aufgenommen. Die heutige Staten Island Ferry wird seit 1905 von der Stadt New York betrieben. Jährlich nutzen über 19 Millionen Fahrgäste diese Fährverbindung über die Upper New York Bay. Die Fähren brauchen rund 22 Minuten, um über die ca. 8,4 km (5 Meilen) zu fahren. 
Seit 1997 können die Fähren von Fußgängern und Radfahrern unentgeltlich benutzt werden. Davor hat eine Hin- und Rückfahrt 50 Cent (bis 1990 25 Cent) gekostet. Das Transportieren von Fahrzeugen kostete zunächst weiterhin 3 US-Dollar, wurde jedoch nach den Anschlägen vom 11. September 2001 eingestellt. Seitdem verkehren diese Schiffe ausschließlich als Personenfähren.
An beiden Endpunkten müssen alle Passagiere die Fähre verlassen. Sie dürfen sich aber sofort wieder in die Warteschlange einreihen und mit demselben Schiff zurückfahren, falls ausreichend Platz vorhanden ist.

## Zwischenfall
Am Nachmittag des 15. Oktober 2003 kollidierte die Fähre Andrew J. Barberi mit einem Pier in Staten Island vor der Anfahrt auf das Saint George Ferry Terminal. Von den ca. 1500 Passagieren der 6000 Plätze bietenden Fähre starben elf Menschen, mehr als 70 wurden verletzt.

An der Anlegestelle auf Staten Island (2008)
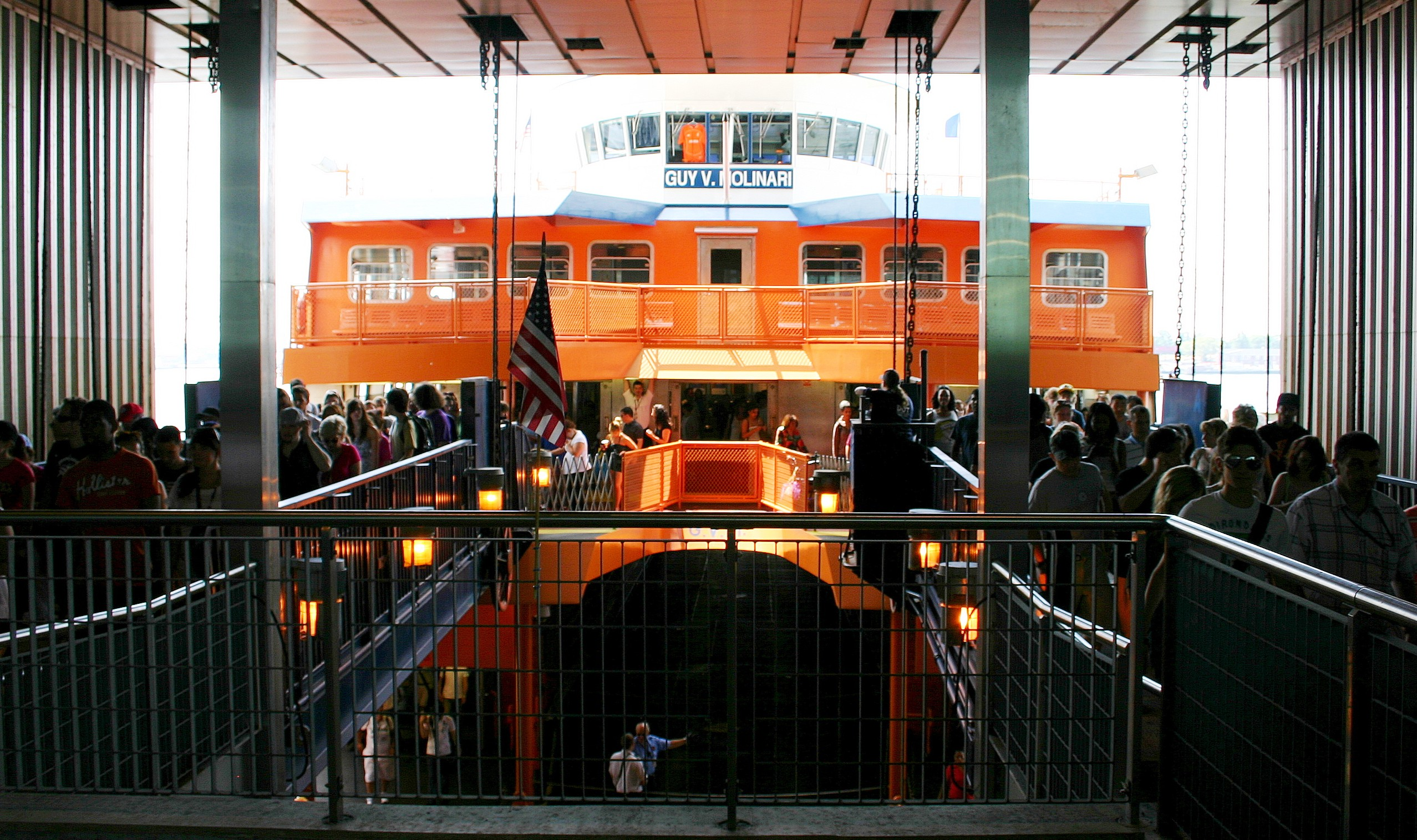
An der Anlegestelle Manhattan (2010)
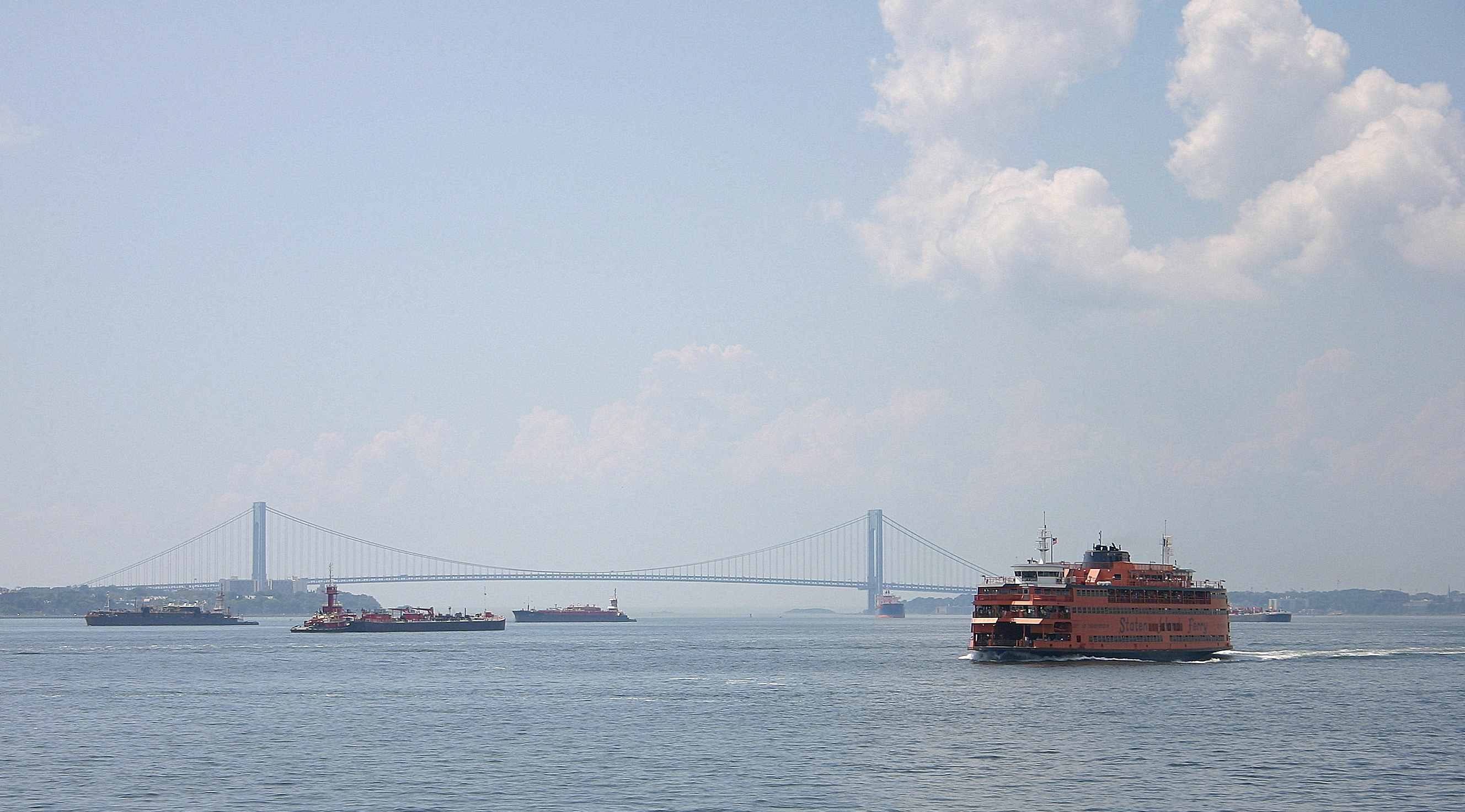
Staten Island Ferry vor der Verrazzano-Narrows Bridge
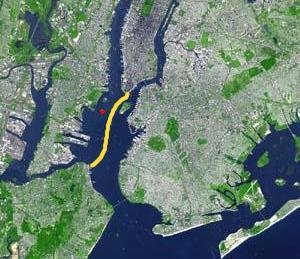
Die Route in der Upper New York Bay
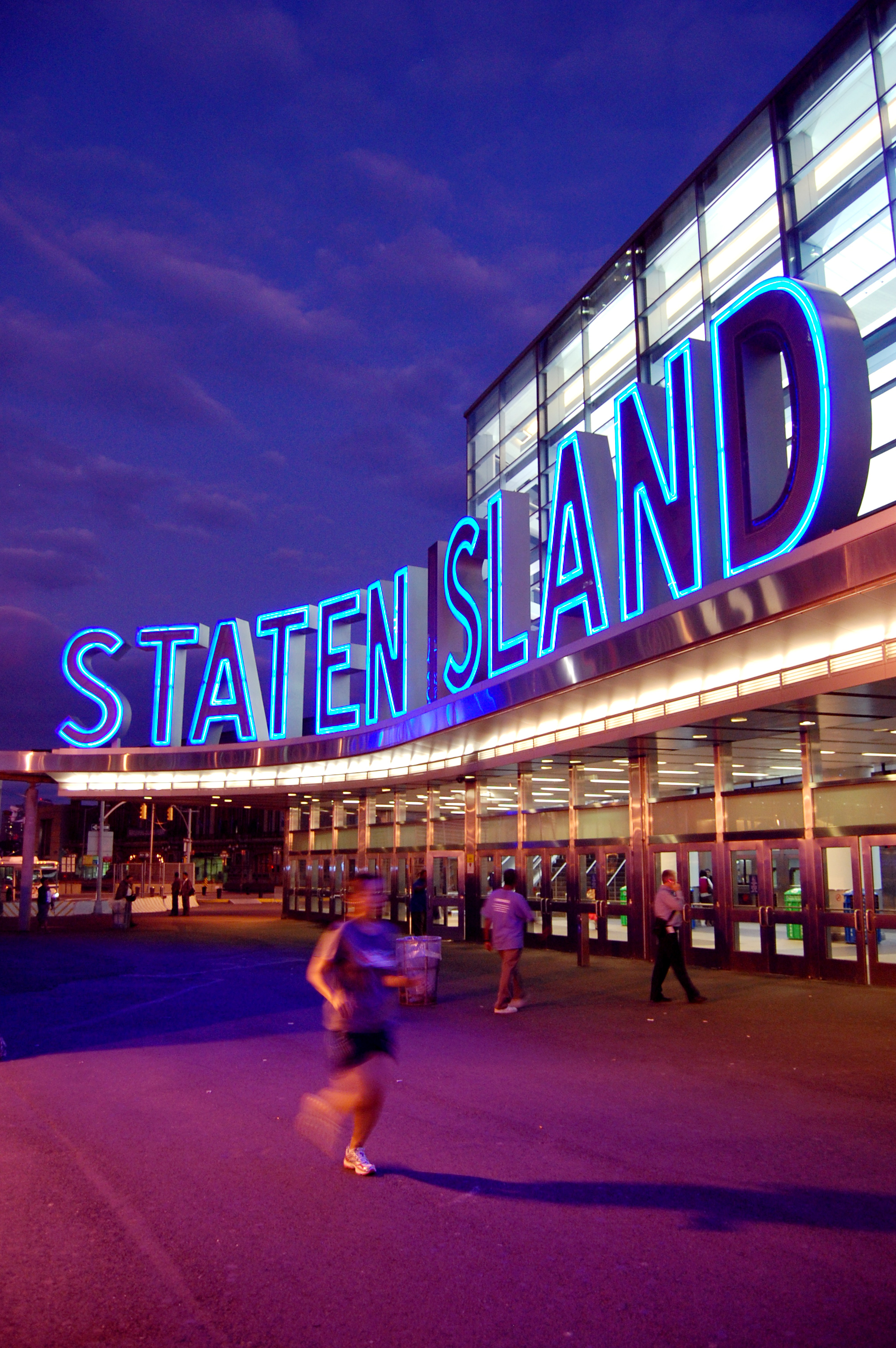
Eingang des Fährterminals